# Hominoidea
Hominoidea sunt o suprafamilie de primate catariniene care include ființele umane și așa-numitele maimuțele antropomorfe. Ele se disting de alte primate printr-un grad mai larg de libertate de mișcare la nivelul articulației umărului. În utilizarea tradițională și non-științifică, termenul „maimuță” exclude oamenii și poate include primate fără coadă considerate taxonomic maimuțe (cum ar fi maimuța din Barberia și maimuța neagră) și, prin urmare, nu este echivalent cu taxonul științific Hominoidea. Există două ramuri existente ale superfamiliei Hominoidea: gibonii sau maimuțele mai mici și hominizii sau maimuțele mari.
- Familia Hylobatidae, maimuțele mai mici, include patru genuri și un total de șaisprezece specii de gibon, inclusiv gibonul lar și siamangul, toate originare din Asia. Trăiesc în copaci și sunt bipede la sol. Au corpuri mai ușoare și grupuri sociale mai mici față de maimuțele mari.
- Familia Hominidae (hominizii), maimuțele mari, include patru genuri care cuprinde trei specii existente de urangutani si subspecii lor, două specii existente de gorile și subspecii lor, două specii existente ale genului Pan (bonobo și cimpanzei) și subspecii lor și o specie existentă de oameni într-o singură subspecie existentă.[2][a][3][4]

Cu excepția gorilelor și a oamenilor, hominoizii sunt cățărători agili ai copacilor. Maimuțele mănâncă o varietate de alimente vegetale și animale, majoritatea hranei constând în alimente vegetale, care pot include fructe, frunze, tulpini, rădăcini și semințe, inclusiv nuci și semințe de iarbă. Alimentația umană este uneori substanțial diferită de cele ale altor hominoizi datorată parțial dezvoltării tehnologiei și unei game largi de locuințe. Oamenii sunt de departe cea mai numeroasă dintre speciile hominoide, de fapt depășind toate celelalte primate cu un factor de câteva mii la unu.
Humanoizii non-umani sunt rari sau pe cale de dispariție. Principala amenințare pentru majoritatea speciilor pe cale de dispariție este pierderea habitatului pădurii tropicale, deși unele populații sunt în continuare amenințate de vânarea pentru carne. Marile maimuțe din Africa se confruntă cu amenințarea din cauza virusului Ebola. În prezent considerată a fi cea mai mare amenințare la adresa supraviețuirii maimuțelor africane, infecția cu Ebola este responsabilă de moartea a cel puțin o treime din totalul gorilelor și cimpanzeilor începând cu anul 1990.

## Denumire
Expresia „maimuțe antropoide” este utilizată pentru a numi toate maimuțele fără cozi care alcătuiesc această superfamilie, la fel ca traducerea englezescului apes spre deosebire de monkeys.

## Filogenie
Analiza genetică combinată cu dovezi fosile indică faptul că hominoizii s-au îndepărtat de maimuțele Lumii Vechi cu aproximativ 25 de milioane de ani în urmă, lângă limita Oligocen-Miocen. Gibonii s-au despărțit de restul acum aproximativ 18 milioane de ani, iar divizările hominide s-au întâmplat acum 14 milioane de ani  (Pongo), 7 milioane de ani (Gorilla) și 3-5 milioane de ani (Homo & Pan).
|                       | Saadanioidea (†28)                                                                  |
|                       |                                                                                     |
| Cercopithecoidea (24) | \| \| Victoriapithecinae (†19) \| \| \| \| \| \| Crown Cercopithecoidea \| \| \| \| |
|                       | \| \| Victoriapithecinae (†19) \| \| \| \| \| \| Crown Cercopithecoidea \| \| \| \| |
|                       | Victoriapithecinae (†19)                                                            |
|                       |                                                                                     |
|                       | Crown Cercopithecoidea                                                              |
|                       |                                                                                     |

|  | Victoriapithecinae (†19) |
|  |                          |
|  | Crown Cercopithecoidea   |
|  |                          |

|  | Proconsulidae (†18 Ma)  |
|  |                         |
|  | Ekembo nyanzae (†17 Ma) |
|  |                         |

|  | Morotopithecus (†20) |
|  |                      |
|  | Afropithecus (†16)   |
|  |                      |

|  | Hominidae   |
|  |             |
|  | Hylobatidae |
|  |             |

|  | Morotopithecus (†20) |
|  |                      |
|  | Afropithecus (†16)   |
|  |                      |

|  | Hominidae   |
|  |             |
|  | Hylobatidae |
|  |             |

|  | Morotopithecus (†20) |
|  |                      |
|  | Afropithecus (†16)   |
|  |                      |

|  | Hominidae   |
|  |             |
|  | Hylobatidae |
|  |             |

|  | Morotopithecus (†20) |
|  |                      |
|  | Afropithecus (†16)   |
|  |                      |

|  | Hominidae   |
|  |             |
|  | Hylobatidae |
|  |             |

|  | Proconsulidae (†18 Ma)  |
|  |                         |
|  | Ekembo nyanzae (†17 Ma) |
|  |                         |

|  | Morotopithecus (†20) |
|  |                      |
|  | Afropithecus (†16)   |
|  |                      |

|  | Hominidae   |
|  |             |
|  | Hylobatidae |
|  |             |

|  | Morotopithecus (†20) |
|  |                      |
|  | Afropithecus (†16)   |
|  |                      |

|  | Hominidae   |
|  |             |
|  | Hylobatidae |
|  |             |

|  | Morotopithecus (†20) |
|  |                      |
|  | Afropithecus (†16)   |
|  |                      |

|  | Hominidae   |
|  |             |
|  | Hylobatidae |
|  |             |

|  | Morotopithecus (†20) |
|  |                      |
|  | Afropithecus (†16)   |
|  |                      |

|  | Hominidae   |
|  |             |
|  | Hylobatidae |
|  |             |

|  | Proconsulidae (†18 Ma)  |
|  |                         |
|  | Ekembo nyanzae (†17 Ma) |
|  |                         |

|  | Morotopithecus (†20) |
|  |                      |
|  | Afropithecus (†16)   |
|  |                      |

|  | Hominidae   |
|  |             |
|  | Hylobatidae |
|  |             |

|  | Morotopithecus (†20) |
|  |                      |
|  | Afropithecus (†16)   |
|  |                      |

|  | Hominidae   |
|  |             |
|  | Hylobatidae |
|  |             |

|  | Morotopithecus (†20) |
|  |                      |
|  | Afropithecus (†16)   |
|  |                      |

|  | Hominidae   |
|  |             |
|  | Hylobatidae |
|  |             |

|  | Morotopithecus (†20) |
|  |                      |
|  | Afropithecus (†16)   |
|  |                      |

|  | Hominidae   |
|  |             |
|  | Hylobatidae |
|  |             |

|  | Proconsulidae (†18 Ma)  |
|  |                         |
|  | Ekembo nyanzae (†17 Ma) |
|  |                         |

|  | Morotopithecus (†20) |
|  |                      |
|  | Afropithecus (†16)   |
|  |                      |

|  | Hominidae   |
|  |             |
|  | Hylobatidae |
|  |             |

|  | Morotopithecus (†20) |
|  |                      |
|  | Afropithecus (†16)   |
|  |                      |

|  | Hominidae   |
|  |             |
|  | Hylobatidae |
|  |             |

|  | Morotopithecus (†20) |
|  |                      |
|  | Afropithecus (†16)   |
|  |                      |

|  | Hominidae   |
|  |             |
|  | Hylobatidae |
|  |             |

|  | Morotopithecus (†20) |
|  |                      |
|  | Afropithecus (†16)   |
|  |                      |

|  | Hominidae   |
|  |             |
|  | Hylobatidae |
|  |             |

|  | Proconsulidae (†18 Ma)  |
|  |                         |
|  | Ekembo nyanzae (†17 Ma) |
|  |                         |

|  | Morotopithecus (†20) |
|  |                      |
|  | Afropithecus (†16)   |
|  |                      |

|  | Hominidae   |
|  |             |
|  | Hylobatidae |
|  |             |

|  | Morotopithecus (†20) |
|  |                      |
|  | Afropithecus (†16)   |
|  |                      |

|  | Hominidae   |
|  |             |
|  | Hylobatidae |
|  |             |

|  | Morotopithecus (†20) |
|  |                      |
|  | Afropithecus (†16)   |
|  |                      |

|  | Hominidae   |
|  |             |
|  | Hylobatidae |
|  |             |

|  | Morotopithecus (†20) |
|  |                      |
|  | Afropithecus (†16)   |
|  |                      |

|  | Hominidae   |
|  |             |
|  | Hylobatidae |
|  |             |

|  | Proconsulidae (†18 Ma)  |
|  |                         |
|  | Ekembo nyanzae (†17 Ma) |
|  |                         |

|  | Morotopithecus (†20) |
|  |                      |
|  | Afropithecus (†16)   |
|  |                      |

|  | Hominidae   |
|  |             |
|  | Hylobatidae |
|  |             |

|  | Morotopithecus (†20) |
|  |                      |
|  | Afropithecus (†16)   |
|  |                      |

|  | Hominidae   |
|  |             |
|  | Hylobatidae |
|  |             |

|  | Morotopithecus (†20) |
|  |                      |
|  | Afropithecus (†16)   |
|  |                      |

|  | Hominidae   |
|  |             |
|  | Hylobatidae |
|  |             |

|  | Morotopithecus (†20) |
|  |                      |
|  | Afropithecus (†16)   |
|  |                      |

|  | Hominidae   |
|  |             |
|  | Hylobatidae |
|  |             |

|  | Proconsulidae (†18 Ma)  |
|  |                         |
|  | Ekembo nyanzae (†17 Ma) |
|  |                         |

|  | Morotopithecus (†20) |
|  |                      |
|  | Afropithecus (†16)   |
|  |                      |

|  | Hominidae   |
|  |             |
|  | Hylobatidae |
|  |             |

|  | Morotopithecus (†20) |
|  |                      |
|  | Afropithecus (†16)   |
|  |                      |

|  | Hominidae   |
|  |             |
|  | Hylobatidae |
|  |             |

|  | Morotopithecus (†20) |
|  |                      |
|  | Afropithecus (†16)   |
|  |                      |

|  | Hominidae   |
|  |             |
|  | Hylobatidae |
|  |             |

|  | Morotopithecus (†20) |
|  |                      |
|  | Afropithecus (†16)   |
|  |                      |

|  | Hominidae   |
|  |             |
|  | Hylobatidae |
|  |             |

|  | Proconsulidae (†18 Ma)  |
|  |                         |
|  | Ekembo nyanzae (†17 Ma) |
|  |                         |

|  | Morotopithecus (†20) |
|  |                      |
|  | Afropithecus (†16)   |
|  |                      |

|  | Hominidae   |
|  |             |
|  | Hylobatidae |
|  |             |

|  | Morotopithecus (†20) |
|  |                      |
|  | Afropithecus (†16)   |
|  |                      |

|  | Hominidae   |
|  |             |
|  | Hylobatidae |
|  |             |

|  | Morotopithecus (†20) |
|  |                      |
|  | Afropithecus (†16)   |
|  |                      |

|  | Hominidae   |
|  |             |
|  | Hylobatidae |
|  |             |

|  | Morotopithecus (†20) |
|  |                      |
|  | Afropithecus (†16)   |
|  |                      |

|  | Hominidae   |
|  |             |
|  | Hylobatidae |
|  |             |

|                       | Saadanioidea (†28)                                                                  |
|                       |                                                                                     |
| Cercopithecoidea (24) | \| \| Victoriapithecinae (†19) \| \| \| \| \| \| Crown Cercopithecoidea \| \| \| \| |
|                       | \| \| Victoriapithecinae (†19) \| \| \| \| \| \| Crown Cercopithecoidea \| \| \| \| |
|                       | Victoriapithecinae (†19)                                                            |
|                       |                                                                                     |
|                       | Crown Cercopithecoidea                                                              |
|                       |                                                                                     |

|  | Victoriapithecinae (†19) |
|  |                          |
|  | Crown Cercopithecoidea   |
|  |                          |

|  | Proconsulidae (†18 Ma)  |
|  |                         |
|  | Ekembo nyanzae (†17 Ma) |
|  |                         |

|  | Morotopithecus (†20) |
|  |                      |
|  | Afropithecus (†16)   |
|  |                      |

|  | Hominidae   |
|  |             |
|  | Hylobatidae |
|  |             |

|  | Morotopithecus (†20) |
|  |                      |
|  | Afropithecus (†16)   |
|  |                      |

|  | Hominidae   |
|  |             |
|  | Hylobatidae |
|  |             |

|  | Morotopithecus (†20) |
|  |                      |
|  | Afropithecus (†16)   |
|  |                      |

|  | Hominidae   |
|  |             |
|  | Hylobatidae |
|  |             |

|  | Morotopithecus (†20) |
|  |                      |
|  | Afropithecus (†16)   |
|  |                      |

|  | Hominidae   |
|  |             |
|  | Hylobatidae |
|  |             |

|  | Proconsulidae (†18 Ma)  |
|  |                         |
|  | Ekembo nyanzae (†17 Ma) |
|  |                         |

|  | Morotopithecus (†20) |
|  |                      |
|  | Afropithecus (†16)   |
|  |                      |

|  | Hominidae   |
|  |             |
|  | Hylobatidae |
|  |             |

|  | Morotopithecus (†20) |
|  |                      |
|  | Afropithecus (†16)   |
|  |                      |

|  | Hominidae   |
|  |             |
|  | Hylobatidae |
|  |             |

|  | Morotopithecus (†20) |
|  |                      |
|  | Afropithecus (†16)   |
|  |                      |

|  | Hominidae   |
|  |             |
|  | Hylobatidae |
|  |             |

|  | Morotopithecus (†20) |
|  |                      |
|  | Afropithecus (†16)   |
|  |                      |

|  | Hominidae   |
|  |             |
|  | Hylobatidae |
|  |             |

|  | Proconsulidae (†18 Ma)  |
|  |                         |
|  | Ekembo nyanzae (†17 Ma) |
|  |                         |

|  | Morotopithecus (†20) |
|  |                      |
|  | Afropithecus (†16)   |
|  |                      |

|  | Hominidae   |
|  |             |
|  | Hylobatidae |
|  |             |

|  | Morotopithecus (†20) |
|  |                      |
|  | Afropithecus (†16)   |
|  |                      |

|  | Hominidae   |
|  |             |
|  | Hylobatidae |
|  |             |

|  | Morotopithecus (†20) |
|  |                      |
|  | Afropithecus (†16)   |
|  |                      |

|  | Hominidae   |
|  |             |
|  | Hylobatidae |
|  |             |

|  | Morotopithecus (†20) |
|  |                      |
|  | Afropithecus (†16)   |
|  |                      |

|  | Hominidae   |
|  |             |
|  | Hylobatidae |
|  |             |

|  | Proconsulidae (†18 Ma)  |
|  |                         |
|  | Ekembo nyanzae (†17 Ma) |
|  |                         |

|  | Morotopithecus (†20) |
|  |                      |
|  | Afropithecus (†16)   |
|  |                      |

|  | Hominidae   |
|  |             |
|  | Hylobatidae |
|  |             |

|  | Morotopithecus (†20) |
|  |                      |
|  | Afropithecus (†16)   |
|  |                      |

|  | Hominidae   |
|  |             |
|  | Hylobatidae |
|  |             |

|  | Morotopithecus (†20) |
|  |                      |
|  | Afropithecus (†16)   |
|  |                      |

|  | Hominidae   |
|  |             |
|  | Hylobatidae |
|  |             |

|  | Morotopithecus (†20) |
|  |                      |
|  | Afropithecus (†16)   |
|  |                      |

|  | Hominidae   |
|  |             |
|  | Hylobatidae |
|  |             |

|  | Proconsulidae (†18 Ma)  |
|  |                         |
|  | Ekembo nyanzae (†17 Ma) |
|  |                         |

|  | Morotopithecus (†20) |
|  |                      |
|  | Afropithecus (†16)   |
|  |                      |

|  | Hominidae   |
|  |             |
|  | Hylobatidae |
|  |             |

|  | Morotopithecus (†20) |
|  |                      |
|  | Afropithecus (†16)   |
|  |                      |

|  | Hominidae   |
|  |             |
|  | Hylobatidae |
|  |             |

|  | Morotopithecus (†20) |
|  |                      |
|  | Afropithecus (†16)   |
|  |                      |

|  | Hominidae   |
|  |             |
|  | Hylobatidae |
|  |             |

|  | Morotopithecus (†20) |
|  |                      |
|  | Afropithecus (†16)   |
|  |                      |

|  | Hominidae   |
|  |             |
|  | Hylobatidae |
|  |             |

|  | Proconsulidae (†18 Ma)  |
|  |                         |
|  | Ekembo nyanzae (†17 Ma) |
|  |                         |

|  | Morotopithecus (†20) |
|  |                      |
|  | Afropithecus (†16)   |
|  |                      |

|  | Hominidae   |
|  |             |
|  | Hylobatidae |
|  |             |

|  | Morotopithecus (†20) |
|  |                      |
|  | Afropithecus (†16)   |
|  |                      |

|  | Hominidae   |
|  |             |
|  | Hylobatidae |
|  |             |

|  | Morotopithecus (†20) |
|  |                      |
|  | Afropithecus (†16)   |
|  |                      |

|  | Hominidae   |
|  |             |
|  | Hylobatidae |
|  |             |

|  | Morotopithecus (†20) |
|  |                      |
|  | Afropithecus (†16)   |
|  |                      |

|  | Hominidae   |
|  |             |
|  | Hylobatidae |
|  |             |

|  | Proconsulidae (†18 Ma)  |
|  |                         |
|  | Ekembo nyanzae (†17 Ma) |
|  |                         |

|  | Morotopithecus (†20) |
|  |                      |
|  | Afropithecus (†16)   |
|  |                      |

|  | Hominidae   |
|  |             |
|  | Hylobatidae |
|  |             |

|  | Morotopithecus (†20) |
|  |                      |
|  | Afropithecus (†16)   |
|  |                      |

|  | Hominidae   |
|  |             |
|  | Hylobatidae |
|  |             |

|  | Morotopithecus (†20) |
|  |                      |
|  | Afropithecus (†16)   |
|  |                      |

|  | Hominidae   |
|  |             |
|  | Hylobatidae |
|  |             |

|  | Morotopithecus (†20) |
|  |                      |
|  | Afropithecus (†16)   |
|  |                      |

|  | Hominidae   |
|  |             |
|  | Hylobatidae |
|  |             |

|  | Proconsulidae (†18 Ma)  |
|  |                         |
|  | Ekembo nyanzae (†17 Ma) |
|  |                         |

|  | Morotopithecus (†20) |
|  |                      |
|  | Afropithecus (†16)   |
|  |                      |

|  | Hominidae   |
|  |             |
|  | Hylobatidae |
|  |             |

|  | Morotopithecus (†20) |
|  |                      |
|  | Afropithecus (†16)   |
|  |                      |

|  | Hominidae   |
|  |             |
|  | Hylobatidae |
|  |             |

|  | Morotopithecus (†20) |
|  |                      |
|  | Afropithecus (†16)   |
|  |                      |

|  | Hominidae   |
|  |             |
|  | Hylobatidae |
|  |             |

|  | Morotopithecus (†20) |
|  |                      |
|  | Afropithecus (†16)   |
|  |                      |

|  | Hominidae   |
|  |             |
|  | Hylobatidae |
|  |             |

| Hominini (6,3 Ma) | \| \| oameni (genul Homo) \| \| \| \| \| \| cimpanzei (genul Pan) \| \| \| \| |
|                   | \| \| oameni (genul Homo) \| \| \| \| \| \| cimpanzei (genul Pan) \| \| \| \| |
|                   | gorile (genul Gorilla)                                                        |
|                   |                                                                               |
|                   | oameni (genul Homo)                                                           |
|                   |                                                                               |
|                   | cimpanzei (genul Pan)                                                         |
|                   |                                                                               |

|  | oameni (genul Homo)   |
|  |                       |
|  | cimpanzei (genul Pan) |
|  |                       |

| Hominini (6,3 Ma) | \| \| oameni (genul Homo) \| \| \| \| \| \| cimpanzei (genul Pan) \| \| \| \| |
|                   | \| \| oameni (genul Homo) \| \| \| \| \| \| cimpanzei (genul Pan) \| \| \| \| |
|                   | gorile (genul Gorilla)                                                        |
|                   |                                                                               |
|                   | oameni (genul Homo)                                                           |
|                   |                                                                               |
|                   | cimpanzei (genul Pan)                                                         |
|                   |                                                                               |

|  | oameni (genul Homo)   |
|  |                       |
|  | cimpanzei (genul Pan) |
|  |                       |

| Hominini (6,3 Ma) | \| \| oameni (genul Homo) \| \| \| \| \| \| cimpanzei (genul Pan) \| \| \| \| |
|                   | \| \| oameni (genul Homo) \| \| \| \| \| \| cimpanzei (genul Pan) \| \| \| \| |
|                   | gorile (genul Gorilla)                                                        |
|                   |                                                                               |
|                   | oameni (genul Homo)                                                           |
|                   |                                                                               |
|                   | cimpanzei (genul Pan)                                                         |
|                   |                                                                               |

|  | oameni (genul Homo)   |
|  |                       |
|  | cimpanzei (genul Pan) |
|  |                       |

| Hominini (6,3 Ma) | \| \| oameni (genul Homo) \| \| \| \| \| \| cimpanzei (genul Pan) \| \| \| \| |
|                   | \| \| oameni (genul Homo) \| \| \| \| \| \| cimpanzei (genul Pan) \| \| \| \| |
|                   | gorile (genul Gorilla)                                                        |
|                   |                                                                               |
|                   | oameni (genul Homo)                                                           |
|                   |                                                                               |
|                   | cimpanzei (genul Pan)                                                         |
|                   |                                                                               |

|  | oameni (genul Homo)   |
|  |                       |
|  | cimpanzei (genul Pan) |
|  |                       |

| Hominini (6,3 Ma) | \| \| oameni (genul Homo) \| \| \| \| \| \| cimpanzei (genul Pan) \| \| \| \| |
|                   | \| \| oameni (genul Homo) \| \| \| \| \| \| cimpanzei (genul Pan) \| \| \| \| |
|                   | gorile (genul Gorilla)                                                        |
|                   |                                                                               |
|                   | oameni (genul Homo)                                                           |
|                   |                                                                               |
|                   | cimpanzei (genul Pan)                                                         |
|                   |                                                                               |

|  | oameni (genul Homo)   |
|  |                       |
|  | cimpanzei (genul Pan) |
|  |                       |

| Hominini (6,3 Ma) | \| \| oameni (genul Homo) \| \| \| \| \| \| cimpanzei (genul Pan) \| \| \| \| |
|                   | \| \| oameni (genul Homo) \| \| \| \| \| \| cimpanzei (genul Pan) \| \| \| \| |
|                   | gorile (genul Gorilla)                                                        |
|                   |                                                                               |
|                   | oameni (genul Homo)                                                           |
|                   |                                                                               |
|                   | cimpanzei (genul Pan)                                                         |
|                   |                                                                               |

|  | oameni (genul Homo)   |
|  |                       |
|  | cimpanzei (genul Pan) |
|  |                       |

| Hominini (6,3 Ma) | \| \| oameni (genul Homo) \| \| \| \| \| \| cimpanzei (genul Pan) \| \| \| \| |
|                   | \| \| oameni (genul Homo) \| \| \| \| \| \| cimpanzei (genul Pan) \| \| \| \| |
|                   | gorile (genul Gorilla)                                                        |
|                   |                                                                               |
|                   | oameni (genul Homo)                                                           |
|                   |                                                                               |
|                   | cimpanzei (genul Pan)                                                         |
|                   |                                                                               |

|  | oameni (genul Homo)   |
|  |                       |
|  | cimpanzei (genul Pan) |
|  |                       |

| Hominini (6,3 Ma) | \| \| oameni (genul Homo) \| \| \| \| \| \| cimpanzei (genul Pan) \| \| \| \| |
|                   | \| \| oameni (genul Homo) \| \| \| \| \| \| cimpanzei (genul Pan) \| \| \| \| |
|                   | gorile (genul Gorilla)                                                        |
|                   |                                                                               |
|                   | oameni (genul Homo)                                                           |
|                   |                                                                               |
|                   | cimpanzei (genul Pan)                                                         |
|                   |                                                                               |

|  | oameni (genul Homo)   |
|  |                       |
|  | cimpanzei (genul Pan) |
|  |                       |

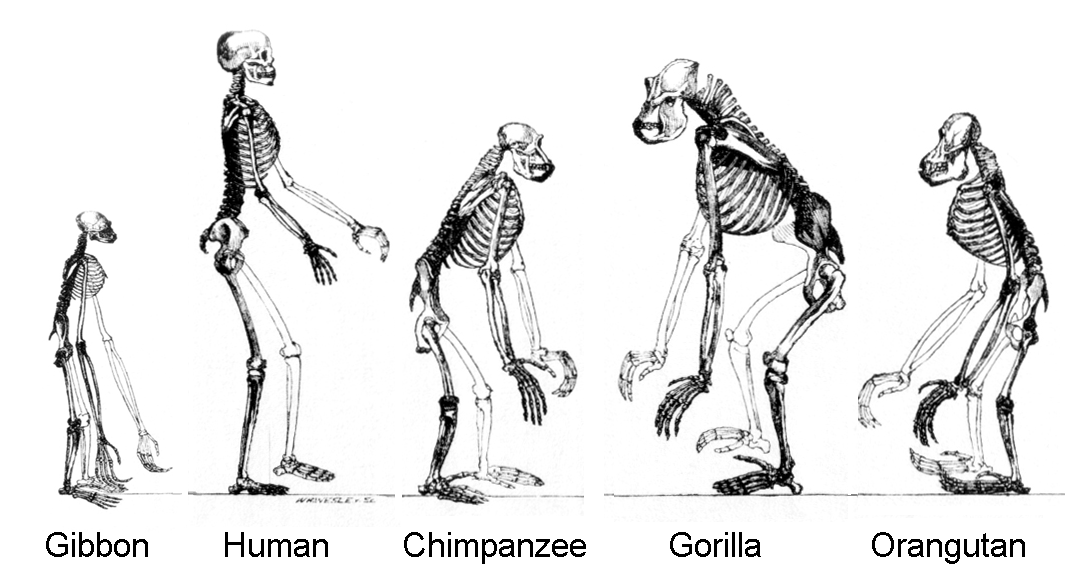
Schelete ale membrilor superfamiliei de maimuțe Hominoidea. Există două familii existente: Hominidae, „maimuțele mari” și Hylobatidae, gibonii sau „maimuțele mai mici”.

De la stânga: comparația dimensiunilor dintre gibon, om, cimpanzeu, gorilă și urangutan. Hominoizii non-umani nu stau în poziție verticală ca poziție normală.

Familiile și genurile și speciile existente de hominoizi sunt:
- Superfamilia Hominoidea[11]
  - Familia Hominidae: hominzi („maimuțele mari”)
    - Genul Pongo: urangutani
      - Urangutanul de Borneo, P. pygmaeus
      - Urangutanul de Sumatra, P. abelii
      - Urangutanul de Tapanuli, P. tapanuliensis[12]

    - Genul Gorilla: gorile
      - Gorila vestică, G. gorilla
      - Gorila estică, G. beringei

    - Genul Homo: oameni
      - Om, H. sapiens

    - Genul Pan: cimpanzei
      - Cimpanzeul comun, P. troglodytes
      - Bonobo, P. paniscus

  - Familia Hylobatidae: giboni („maimuțele mai mici”)
    - Genul Hylobates
      - Gibonul lar sau gibonul cu mâini albe, H. lar
      - Gibonul de Borneo cu barbă albă, H. albibarbis
      - Gibonul agil sau gibonul cu mâini negre, H. agilis
      - Gibonul lui Müller sau gibonul gri, H. muelleri
      - Gibonul argintiu, H. moloch
      - Gibonul cu capac, H. pileatus
      - Gibonul lui Kloss gibonul pitic, H. klossii

    - Genul Hoolock
      - Gibonul hoolock vestic, H. hoolock
      - Gibonul hoolock estic, H. leuconedys
      - Gibonul hoolock cu sprâncene albe, H. tianxing

    - Genul Symphalangus
      - Siamang, S. syndactylus

    - Genul Nomascus
      - Northern buffed-cheeked gibbon, N. annamensis
      - Gibonul cu obraji galbeni nordic, N. concolor
      - Gibonul cu creastă neagră, N. nasutus
      - Gibonul cu crestă neagră din est, N. hainanus
      - Gibbonul cu obraji albi din sud N. siki
      - Gibonul cu obrajii albi din nord, N. leucogenys
      - Gibonul cu obrajii galbeni, N. gabriellae

## Istoria taxonomiei hominoide
Istoria taxonomiei hominoide este complexă și oarecum confuză. Dovezi recente ne-au schimbat înțelegerea relațiilor dintre hominoizi, în special în ceea ce privește descendența umană; iar termenii folosiți în mod tradițional au devenit oarecum confuzi. Abordările concurente ale metodologiei și terminologiei se găsesc printre sursele științifice actuale. De-a lungul timpului, autoritățile au schimbat numele și semnificațiile numelor grupurilor și subgrupurilor pe măsură ce noi dovezi — adică noi descoperiri ale fosilelor și uneltelor și ale observațiilor pe teren, plus comparații continue de anatomie și secvențe ADN — au schimbat înțelegerea relațiilor dintre hominoizi. A existat o retrogradare treptată a oamenilor de la a fi „speciali” în taxonomie la a fi o ramură printre multe altele. Această frământare recentă (a istoriei) ilustrează influența crescândă asupra tuturor taxonomiei a cladisticii, știința clasificării ființelor vii strict în funcție de liniile lor de descendență.
Astăzi, există opt genuri de hominoizi. Acestea sunt: patru genuri din familia Hominidae, și anume Homo, Pan, Gorilla și Pongo; plus patru genuri din familia Hylobatidae (giboni): Hylobates, Hoolock, Nomascus și Symphalangus. (Cele două subspecii ale gibonii hoolock au fost recent mutate din genul Bunopithecus în noul gen Hoolock și au fost reclasificate ca specii; o a treia specie a fost descrisă în ianuarie 2017).)
În 1758, Carl Linnaeus, bazându-se pe relatări de mâna a doua sau a treia, a plasat o a doua specie în Homo împreună cu H. sapiens: Homo troglodytes („om care locuiește în peșteră”). Deși termenul „Orang Outang” este listat ca varietate – Homo sylvestris – sub această specie, nu este totuși clar la ce animal se referă acest nume, deoarece Linnaeus nu avea nici un specimen la care să se refere, deci nici o descriere precisă. Este posibil ca Linnaeus să fi bazat Homo troglodytes pe rapoarte despre creaturi mitice, simieni pe atunci neidentificați sau nativi asiatici îmbrăcați în piei de animale. Linnaeus a numit urangutanul Simia satyrus („maimuță satirică”). El a plasat cele trei genuri Homo, Simia și Lemur în ordinul Primatelor.
Denumirea troglodytes a fost folosită pentru cimpanzei de Blumenbach în 1775, dar i-a mutat în genul Simia. Urangutanul a fost mutat în genul Pongo în 1799 de Lacépède.
Includerea oamenilor în primate alături de maimuțe și maimuțe antropoide de către Linnaeus a fost tulburătoare pentru oamenii care au negat o relație strânsă între oameni și restul regnului animal. Arhiepiscopul luteran al lui Linnaeus l-a acuzat de „impietate”. Într-o scrisoare adresată botanistului Johann Georg Gmelin din 25 februarie 1747, Linnaeus a scris:
Nu vă place [vouă] că l-am plasat pe om printre antropomorfe, poate din cauza termenului „cu formă umană”, dar omul învață să se cunoască pe sine. Să nu ne certăm cu privire la cuvinte. Pentru mine va fi același lucru, indiferent de numele pe care îl vom aplica. Dar caut de la tine și de la întreaga lume o diferență generică între om și simian care [urmează] din principiile Istoriei naturale. Nu știu nici unul. Dacă cineva mi-ar putea spune una singură! Dacă aș fi numit omul simian sau invers, aș fi adus toți teologii împotriva mea. Poate că ar trebui, în virtutea legii istoriei naturale.
În consecință, Johann Friedrich Blumenbach în prima ediție a Manualul de istorie naturală (1779), a propus ca primatele să fie împărțite în Quadrumana (cu patru mâini, adică maimuțe și maimuțe antropoide) și Bimana (cu două mâini, adică oameni). Această distincție a fost preluată de alți naturaliști, mai ales de Georges Cuvier. Unii au ridicat distincția la nivelul ordinului.
Cu toate acestea, numeroasele afinități dintre oameni și alte primate – și mai ales „marile maimuțe” – au arătat clar că distincția nu avea sens științific.

### Modificări ale taxonomiei și terminologiei („hominid” v „hominin”)
| Oamenii non-maimuțe: Până în jurul anului 1960, taxonomiști împărțeau de obicei superfamilia Hominoidea în două familii. Comunitatea științifică i-a tratat pe oameni și pe rudele lor extincte ca pe un grup extern din cadrul superfamiliei; adică oamenii erau considerați ca fiind destul de îndepărtați ca rudenie cu „maimuțele”. Oamenii erau clasificați ca aparținând familiei Hominidae și erau cunoscuți drept „hominizi”. Toți ceilalți hominoizi erau cunoscuți sub numele de „maimuțe antropoide” și erau menționați în familia Pongidae.                                                                                                   |
| „Marile maimuțe” din Pongidae: Anii 1960 au văzut metodologiile de biologie moleculară aplicate taxonomiei primatelor. Studiul imunologic al lui Goodman din 1964 asupra proteinelor serice a condus la reclasificarea hominoizilor în trei familii: oamenii în Hominidae, marile maimuțe în Pongidae și „maimuțele mai mici” (gibonii) în Hylobatidae. Cu toate acestea, acest aranjament avea două trichotomii: Pan, Gorilla și Pongo din „maimuțele mari” în Pongidae, și Hominidae, Pongidae și Hylobatidae în Hominoidea. Acestea au prezentat un puzzle; oamenii de știință voiau să știe care gen speciază mai întâi din strămoșul hominoid comun. |
| Giboni grup extern: Noi studii au indicat că gibonii, nu oamenii, sunt grupul extern din superfamilia Hominoidea, adică: restul hominoizilor sunt mai strâns legați între ei decât (oricare dintre ei) sunt cu gibbonii. Cu această divizare, gibonii (Hylobates, et al.) au fost izolați după mutarea maimuțelor mari în aceeași familie ca și oamenii. Acum termenul „hominid” cuprindea un grup colectiv mai mare de taxoni în cadrul familiei Hominidae. Odată cu stabilirea trichotomiei familiale, oamenii de știință puteau lucra acum pentru a afla care gen este cel mai puțin legat de celelalte din subfamilia Ponginae.                       |
| Urangutani grup extern: Cercetările care comparau oamenii și celelalte trei genuri de hominizi au dezvăluit că maimuțele africane (cimpanzeii și gorilele) și oamenii sunt mai strâns legate între ele decât oricare dintre ele cu urangutanii asiatici (Pongo); prin urmare, urangutanii, nu oamenii, sunt grupul extern în cadrul familiei Hominidae. Acest lucru a condus la reatribuirea maimuțelor africane la subfamilia Homininae cu oameni — care a prezentat o nouă divizare în trei direcții: Homo, Pan și Gorilla. |
| Hominini: Într-un efort de a rezolva trichotomia, păstrând în același timp statutul nostalgic de „grup extern” al oamenilor, subfamilia Homininae a fost împărțită în două triburi: Gorillini, cuprinzând genul Pan și genul Gorilla, și Hominini, cuprinzând genul Homo (oamenii). Oamenii și rudele apropiate au început acum să fie cunoscuți ca „hominini”, adică ai tribului Hominini. Astfel, termenul „hominin” a reușit utilizarea anterioară a „hominidului”, ceea ce înseamnă că s-a schimbat odată cu modificările Hominidae (vezi mai sus: al treilea grafic, „Grupul extern Gibonii).                                                        |
| Gorilel grup extern: Noile comparații ADN au oferit acum dovezi că gorilele, nu oamenii, sunt grupul din subfamilia Homininae; aceasta a sugerat că cimpanzeii ar trebui grupați cu oamenii din tribul Hominini, dar în subtriburi separate. Acum numele „hominin” a delimitat Homo plus acele rude și strămoși Homo mai vechi care au apărut după divergența de la cimpanzei. (Oamenii nu mai sunt clasificați ca un grup extern, ci sunt o ramură, cu ramificații adânci în arborele grupului maimuțelor din anii 1960). |
| Speciația gibonilor: Comparațiile ADN dezvălue speciația anterior necunoscută a genul Hylobates (giboni) în patru genuri: Hylobates, Hoolock, Nomascus și Symphalangus. |